# Bregunica
Bregunica (lat. Riparia riparia) jedna je od najmanjih predstavnica obitelji lastavica, koje se gnijezde u cijeloj Europi i na Mediteranu, kao i dijelovima Sjeverne Amerike, a zimi se seli na jug u Istočnu i Južnu Afriku, južnu Aziju i Južnu Ameriku.

## Opis
Na gornjem dijelu tijela je sivo-smeđe boje, trbuh i prsa su bijeli, s izuzetkom smeđeg pojasa, koji odvaja grlo i grudi. Spolovi se ne razlikuju po perju. Potomci imaju sivkasto grlo s manje izraženom crtom preko prsa.

## Ekologija
Bregunica se gnijezdi u kolonijama na vertikalnim pješčanim obalama, na šljunčarama i uz obale rijeka, gdje otkopavanjem rade do jednog metra duboku duplju. Kopaju oba partnera, malo nagnuto prema gore, da gnijezdo ne poplavi. Gnijezdo se sastoji od grančica i perja u maloj sobici na kraju duplje. Često postaje pravo žarište parazita. Neke vrste buha su toliko specijalizirane, da se javljaju samo kod bregunica.
U koloniji može biti nekoliko desetaka do nekoliko stotina parova, ovisno o raspoloživom prostoru. Bregunica je jedna od prvih lastavica u proljeće, krajem ožujka i početkom travnja vraća se u migraciji. U jesen također među prvima leti na jug. 
Brojnost u svijetu se procjenjuje do 46 milijuna primjeraka. Lokalno joj prijeti gubitak staništa zbog regulacije vodotoka i uništavanja pješčanih nasipa, gdje se gnijezdi. U Hrvatskoj se znatno smanjila brojnost od 30,000 parova 1980.-ih do 6,000 do 8,000 parova danas. Kod nas se može naći na rijekama kao što su: Sava, Drava, Dunav i Mura. Proglašena je pticom godine 2016., kako bi se više radilo na njenoj zaštiti.